# Песапалло на летних Олимпийских играх 1952
Соревнования по песапалло (финский вариант бейсбола) на летних Олимпийских играх 1952 года в Хельсинки являлись демонстрационными. Состязание 31 июля в 18:00 открыл Лаури Пихкала, изобретатель игры. Был сыгран всего один матч по укороченному графику между сборными Финского союза песапалло и Финского рабочего спортивного союза, который закончился со счётом 8-4 в пользу первых.

## Составы

### Финский союз песапалло
- Эйно Каакколахти (питчер)
- Лео Ханнула (1-й на базе)
- Вильо Ниеми (левый филдер)
- Олли Хански (2-й на базе)
- Антти Эломаа (кетчер)
- Пертти Ахонен (3-й на базе)
- Ээро Вуорио (правый шорт-стоп)
- Тойво Илола (левый шорт-стоп)
- Тайсто Лехто (правый филдер)
- Вильо Кокконен (запасной игрок)
- Пертти Яаккола (запасной игрок)
- Ээро Вилеваара (запасной игрок)

### Финский рабочий спортивный союз
- Аймо Паавола (питчер)
- Осмо Юнтто (1-й на базе)
- Онни Саллинен (левый филдер)
- Йорма Харлин (2-й на базе)
- Рейно Хаккарайнен (кетчер)
- Вейкко Ауэрсалми (3-й на базе)
- Паули Килпия (правый шорт-стоп)
- Пааво Рейю (левый шорт-стоп)
- Райссе Хейккиля (правый филдер)
- Паули Лахтинен (запасной игрок)
- Паули Вайнио (запасной игрок)
- Ойва Хуусконен (запасной игрок)